# Харлем Глоубтротърс
Харлем Глоубтротърс (на английски: Harlem Globetrotters) е американски баскетболен отбор, който играе единствено демонстративни мачове, в които се набляга на атлетичността, атрактивните изпълнения и комедията.
Отборът е създаден от Ейб Сейпърщайн (на английски: Abe Saperstein) през 1926 г. в Чикаго, но тъй като отборът е съставен от чернокожи баскетболисти, получава името Харлем – от квартала в Ню Йорк, който се асоциира с чернокожата култура и население на САЩ.
От основаването си отборът е изиграл над 20 000 мача в 118 държави по света, включително и в България.
Детайлите около създаването на отбора не са много ясни, като има няколко противоречиви версии. През 1929 г. отборът, под ръководството на Сейпърщайн вече играе мачове в Илинойс и Айова.
Първата звезда на отбора е Албърт „Джудето“ Пулинс, който е добър дрибльор и стрелец. Скоро към него се присъединява Инман Джексън, който независимо че е висок около 190 см, играе като център, като има усет към атрактивните изпълнения и комедията. Именно те двамата поставят началото на двете основни роли в отбора, които присъстват и до днес – „циркаджията и дрибльора.“
В началото на съществуването си Харлем Глоубтротърс са сериозен отбор и независимо, че имат усет към атрактивни и комедийни изпълнение, си позволяват да ги правят едва след като са натрупали сериозна преднина пред съперника си. През 1939 г. те участват в Световното баскетболно първенство за професионалисти, където на полуфиналите си изправят срещу Ню Йорк Ренс – другият голям професионален отбор, съставен единствено от чернокожи. Ню Йорк побеждава Харлем, след което печели и турнира. През следващата година обаче Харле взимат реванш на четврътфинала на турнира, а по-късно печелят и титлата.
В историята на баскетбола ще останат завинаги драматичните сблъсъци в края на 40-те години между Харлем и Минеаполис Лейкърс, шампион на НБА и най-добър отбор в света, който обаче е съставен изцяло от бели баскетболисти, водени от първата голяма звезда на баскетбола Джордж Майкън. Харлем печели първите сблъсъци през 1948 и 1949 г., като в една от срещите една от звездите на Харлем поставя топката на главата на Майкън, след което тя веднага е взета от друг баскетболист на Харлем, който забива в коша на Лейкърс. Именно тези мачове създават възможността чернокожи баскетболисти да могат да играят в НБА, като първият такъв е Чък Купър, който дебютира през 1950 г. с екипа на Бостън Селтикс.
През 1950 г. Лейкърс успява да победи Харлем и според мнозина именно тази загуба кара собственика на отбора да се преориентира и да заложи изцяло на демонстративни мачове. Независимо от това, през 50-те години много от бъдещите звезди на НБА, като Уилт Чембърлейн, Кони Хоукинс и Нат Клифтън, играят в отбора.